# Championnat de France de football de deuxième division 1961-1962
Navigation
Division Interrégionale 1960-1961 Division Interrégionale 1962-1963
Le Championnat de France de football D2 1961-1962 avec une poule unique de 19 clubs, voit l’attribution du titre au FC Grenoble, qui accède en première division en compagnie des Girondins de Bordeaux, de l'US Valenciennes, et de l’Olympique de Marseille.

## Les 19 clubs participants
| - AS Aix - RCFC Besançon - AS Béziers - Girondins de Bordeaux - US Boulogne - AS Cannes - AS Cherbourg - US Forbach - FC Grenoble - Lille OSC | - Limoges FC - Olympique de Marseille - FC Nantes - Red Star Olympique - CA Paris - CORT Roubaix - SC Toulon - AS Troyes - US Valenciennes-Anzin |

## Classement final
| #  | Club                   | Joués | V  | N  | D  | bp:bc | +/- | Points |
| -- | ---------------------- | ----- | -- | -- | -- | ----- | --- | ------ |
| 1  | FC Grenoble            | 36    | 23 | 6  | 7  | 65-35 | +30 | 52     |
| 2  | US Valenciennes-Anzin  | 36    | 19 | 8  | 9  | 59-30 | +29 | 46     |
| 3  | Girondins de Bordeaux  | 36    | 17 | 12 | 7  | 55-31 | +24 | 46     |
| 4  | Olympique de Marseille | 36    | 17 | 10 | 9  | 50-38 | +12 | 44     |
| 5  | AS Troyes              | 36    | 15 | 11 | 10 | 69-59 | +10 | 41     |
| 6  | FC Nantes              | 36    | 16 | 8  | 12 | 43-43 | 0   | 40     |
| 7  | RCFC Besançon          | 36    | 15 | 9  | 12 | 38-37 | +1  | 39     |
| 8  | Lille OSC              | 36    | 14 | 9  | 13 | 64-56 | +8  | 37     |
| 9  | SC Toulon              | 36    | 13 | 10 | 13 | 42-38 | +4  | 36     |
| 10 | Red Star Olympique     | 36    | 13 | 10 | 13 | 50-51 | -1  | 36     |
| 11 | Limoges FC             | 36    | 14 | 7  | 15 | 64-60 | +4  | 35     |
| 12 | AS Aix                 | 36    | 11 | 13 | 12 | 36-40 | -4  | 35     |
| 13 | AS Cannes              | 36    | 14 | 6  | 16 | 53-57 | -4  | 34     |
| 14 | US Boulogne            | 36    | 12 | 7  | 17 | 47-68 | -21 | 31     |
| 15 | AS Cherbourg           | 36    | 11 | 7  | 18 | 47-64 | -17 | 29     |
| 16 | US Forbach             | 36    | 6  | 14 | 16 | 42-58 | -16 | 26     |
| 17 | AS Béziers             | 36    | 8  | 10 | 18 | 46-64 | -18 | 26     |
| 18 | CA Paris               | 36    | 7  | 12 | 17 | 34-49 | -15 | 26     |
| 19 | CORT Roubaix           | 36    | 8  | 9  | 19 | 40-66 | -26 | 25     |

# position ; V victoires ; N match nuls ; D défaites ; bp:bc buts pour et buts contre
 Victoire à 2 points

## À l’issue de ce championnat
- Le FC Grenoble, les Girondins de Bordeaux, l'US Valenciennes, et enfin l’Olympique de Marseille sont promus en championnat de première division
- Équipes reléguées de la première division : le FC Sochaux-Montbéliard, Le Havre AC, l’Association sportive de Saint-Étienne Loire et enfin le CS Metz.